# Sonic Youth

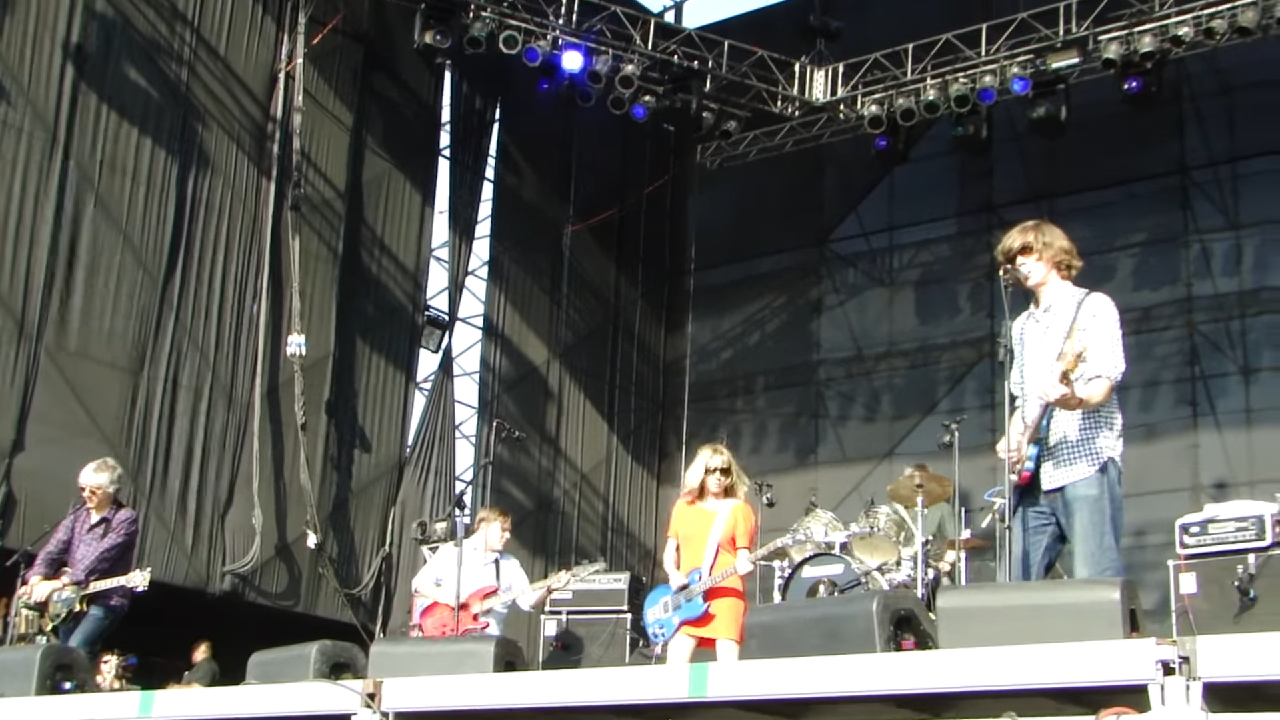
Sonic Youth 2011

A Sonic Youth egy amerikai együttes, amit 1981-ben alapítottak New Yorkban. Tagjai: Thurston Moore (gitár/ének), Kim Gordon (basszusgitár/ének), Lee Ranaldo (gitár/ének) és Steve Shelley (dob).
A Sonic Youth története a nyolcvanas évek amerikai underground rockzenéjének egyik meglepő sikersztorija. Míg kortársaik, a Hüsker Dü, vagy az R.E.M. nagyrészt tartották magukat a hagyományos dalforma kereteihez és nem igazán feszegették a határokat, addig a Sonic Youth tagjai a rock’n’roll konvencióit sutba dobva, szabadon kísérletezve alakították ki saját hangjukat. Gyökereiket a Velvet Underground radikális zajkísérletei, a Stooges zabolázatlansága és a New York-i avantgárd művészi közege körül kell keresni. Bár nagyban hatott rájuk a hardcore és a punk is (Moore-ra és Ranaldora állítólag nagyon nagy hatással volt egy Minor Threat-koncert; Moore később azt nyilatkozta, hogy az volt a legjobb koncert, amit valaha látott), a Sonic Youth zenéjére mégsem a keménység jellemző, sokkal inkább a bátor kísérletező kedv és a rock eszköztárának radikális újragondolása. Thurston Moore és Lee Ranaldo újszerű gitárjátéka zenekarok tucatjaira volt óriási hatással, a Rolling Stone magazin 2004-ben minden idők 33. és 34. legjobb gitárosának választotta a párost.

## A kezdetek
A zenekar első EP-je 1982-ben jelent meg a Neutral Recordsnál, Glenn Branca kiadójánál. A Sonic Youth név egyébként egy furcsa szóösszetétel eredménye: az első tag Fred „Sonic” Smithre, az egykori MC5 zenekar legendás gitárosára utal, az utótag pedig egyes reggae előadók példáját követi, akik gyakran vették be a „youth” szócskát a művésznevükbe. A Sonic Youth első lemeze 1983-ban jelent meg Confusion Is Sex címmel. Az album nem keltett különösebb feltűnést, a zenekar második lemeze, az 1985-ben kiadott Bad Moon Rising azonban már elismerő kritikákat kapott az underground sajtóban. Ezen a lemezen a zenekar radikális, disszonáns stílusát hagyományosnak mondható popzenei keretek fogták közre, ami könnyebben befogadhatóvá tette az albumot a Sonic Youth addigi kiadványainál. A lemez címe egyébként utalás a Creedence Clearwater Revival azonos című 1969-es számára.
Nem sokkal később, a Bad Moon Risinggal egy évben megjelentetett Death Valley ’69 kislemez felvételei után lépett be a zenekarba Steve Shelley dobos. A Sonic Youth tagsága azóta nagyjából állandó.

## A csúcskorszak
Miután Steve Shelley csatlakozott a zenekarhoz, a Sonic Youth elkészítette pályafutása legjobb, legnagyobb hatású lemezeit. A sort az 1986-ban kiadott EVOL nyitotta, ami már Greg Ginn kultikus kiadójánál, az SST-nél jött ki. A lemez kapcsán a The New York Times kritikusa, Robert Palmer azt írta, hogy a Sonic Youth „játssza a legeredetibb gitáralapú zenét Jimi Hendrix óta.” Az EVOL, illetve az egy évvel később kiadott, Philip K. Dick által inspirált Sister néhány dala (leginkább a Schizofrenia) az Amerikában komolyabb népszerűségnek örvendő college rádiók kedvence lett, a zenekar pedig egyre komolyabb hírnevet szerzett. A legkomolyabb kritikai elismerést azonban az 1988-as Daydream Nation című lemez kapta. A Daydream Nationt azóta is a zenekar csúcsművének és az indie rock alapvető jelentőségű mesterművének tartják. A Pitchfork nevű zenei portál a nyolcvanas évek legjobb lemezének választotta az albumot, ami a Quart.hu-n a lehető legmagasabb, A+ osztályzatot kapta és ami 2006-ban a washingtoni Kongresszusi Könyvtár gyűjteményébe is bekerült. Az album nyitó száma, a Teenage Riot a független rockzene egyik himnusza és a zenekar talán legismertebb dala lett.
A kedvező kritikai visszhangot a kilencvenes évek elején a Sonic Youth igyekezett szélesebb körű közönségsikerre váltani. A Daydream Nation körüli kiadói bénázás után a zenekar a Geffen nevű kiadóóriáshoz szerződött, ahol teljeskörű alkotói szabadságot élveztek. Ez az esemény precedensértékű volt az indie rock történetében: bár több, az undergroundból induló amerikai rockzenekar is megpróbálkozott nagykiadónál bizonyítani, elsőként a Sonic Youthnak sikerült ez úgy, hogy közben megőrizte művészi automiáját. Ennek jele volt az 1990-ben kiadott Goo című lemez, ami a Nirvana színre lépése utáni korszakváltás előszelének tekinthető. A dalok minden addiginál dallamosabbak és fókuszáltabbak voltak, néhányat az MTV is műsorára tűzött. Ezt a grunge-os vonalat képviseli a két évvel később kiadott Dirty is.
Ezt az időszakot örökíti meg a Dave Markey által rendezett 1991: The Year Punk Broke című dokumentumfilm, ami a Sonic Youth, a Nirvana, a Dinosaur Jr. a Babes in Toyland, a Ramones, a Gumball és más amerikai alternatív zenekarok európai turnéját követi nyomon.

## A kilencvenes évektől napjainkig
A nyolcvanas években kiadott kultikus lemezeknek és az 1991 utáni alterrockreneszánsznak köszönhetően a Sonic Youth a korszak egyik emblematikus, leginkább meghatározó rockzenekarává nőtte ki magát. A kétezres évek elején rövid időre Jim O’Rourke, kísérleti zenész is csatlakozott a Sonic Youth-hoz, jelenleg pedig Mark Ibold, a Pavement egykori basszusgitárosa számít állandó tagnak. A Sonic Youth 1996-ban fellépett a Sziget fesztiválon.

## Diszkográfia
- Confusion Is Sex (1983)
- Bad Moon Rising (1985)
- Made in USA (1986)
- EVOL (1986)
- Sister (1987)
- Daydream Nation (1988)
- Goo (1990)
- Dirty (1992)
- Experimental Jet Set, Trash & No Star (1994)
- Washing Machine (1995)
- Live in Holland 12/27/83 (1995)
- SYR 1, SYR 2 (1997)
- SYR 3 (1998)
- A Thousand Leaves (1998)
- SYR 4 (1999)
- Goodbye 20th Century (1999)
- NYC Ghosts & Flowers (2000)
- SYR 5 (2000)
- Murray Street (2002)
- Dirty Deluxe Edition (2003)
- Live at the Royal Albert Hall (2003)
- Sonic Nurse (2004)
- SYR 6 (2005)
- Rather Ripped (2006)
- SYR 7, SYR 8 (2008)
- The Eternal (2009)
- SYR 9 (2011)